# 天鉤三
仙王座θ（天钩三），又名BD+62 1821，HD 195725、SAO 18897、HR 7850，是仙王座的一颗恒星，视星等为4.22，位于銀經97.76，銀緯13.8，其B1900.0坐标为赤經20h 27m 54.2s，赤緯+62° 13.8′ 29″。